# Diego Ordóñez
Diego Ordóñez Arcauz (Madrid, 7 november 1903 - 14 juli 1990) was een Spaans atleet. Hij nam deel aan de Olympische Zomerspelen van 1920, van 1924 en van 1928.

## Biografie
Tijdens de Olympische Zomerspelen van 1928 was Ordóñez de vlaggendrager van zijn land tijdens de openingsceremonie.

## Belangrijkste resultaten

### Olympische Zomerspelen
| Jaar | Plaats    | Discipline | Onderdeel             | Resultaten                                                                                 |
| ---- | --------- | ---------- | --------------------- | ------------------------------------------------------------------------------------------ |
| 1920 | Antwerpen | Atletiek   | 100 m (m)             | eerste ronde: 3e (reeks 7)                                                                 |
| 1920 | Antwerpen | Atletiek   | 200 m (m)             | eerste ronde: 3e (reeks 1)                                                                 |
| 1920 | Antwerpen | Atletiek   | 4x100 m estafette (m) | eerste ronde: 3e (reeks 1)samen met: Carlos Botín Félix Mendizábal Federico Reparaz        |
| 1924 | Parijs    | Atletiek   | 100 m (m)             | eerste ronde: 3e (reeks 8)                                                                 |
| 1924 | Parijs    | Atletiek   | 200 m (m)             | eerste ronde: 5e (reeks 10)                                                                |
| 1924 | Parijs    | Atletiek   | 4x100 m estafette (m) | eerste ronde: 3e (reeks 2)samen met: Juan Junqueras José-María Larrabeiti Félix Mendizábal |
| 1928 | Amsterdam | Atletiek   | 100 m (m)             | eerste ronde: 1e (reeks 16) kwartfinales: 4e (reeks 4)                                     |
| 1928 | Amsterdam | Atletiek   | 200 m (m)             | eerste ronde: 5e (reeks 1)                                                                 |
| 1928 | Amsterdam | Atletiek   | 4x100 m estafette (m) | eerste ronde: 5e (reeks 1)samen met: Enrique de Chávarri Fernando Muñagorri Juan Serrahima |

### Persoonlijke records
| Onderdeel | Tijd    | Jaar |
| --------- | ------- | ---- |
| 100 m     | 11,0 s. | 1924 |
| 200 m     | 22,8 s. | 1925 |